# Serhij Horbunov
Serhij Olehovyč Horbunov (in ucraino Сергій Олегович Горбунов?; Mariupol', 14 marzo 1994) è un calciatore ucraino, centrocampista svincolato.

## Caratteristiche tecniche
È un mediano.

## Carriera
Cresciuto nel settore giovanile del Mariupol', nel 2012 è stato acquistato dal Dnipro con cui il 23 maggio 2015 ha debuttato fra i professionisti disputando l'incontro di Prem"jer-liha vinto 3-2 contro lo Šachtar. Passato proprio al club di Donec'k l'anno successivo, viene impiegato con la seconda squadra prima di fare ritorno al Mariupol' l'anno seguente.